# Ingenieurschule für Bauwesen Darmstadt
Die Ingenieurschule für Bauwesen war eine technische Bildungseinrichtung (Fachschule) in Darmstadt.

## Geschichte
Im Jahre 1812 gründete Georg Moller eine Bauschule als Ausbildungsschule für Bauhandwerker. Diese erste Bauschule in Darmstadt wurde im Jahre 1822 in die Realschule integriert. Im Winter 1846/1847 gab es einen gescheiterten Versuch der Gründung einer Baugewerkschule in Darmstadt.
Am 1. Dezember 1849 eröffnete der Darmstädter Gewerbeverein eine Winterbauschule zur Weiterbildung von Bauhandwerkern. In dieser Bauschule wurde von Dezember bis März Buchführung, Geometrie, Mathematik, Mechanik, Zeichnen und anderes gelehrt.

### Landesgewerkschule ab 1876
Zum 1. Dezember 1876 wurde die Winterbauschule zur Landesbaugewerkschule erweitert, die in Inhalten und Zielen der Ausbildung unterhalb der Technischen Hochschule Darmstadt positioniert war. Die neue Schule ermöglichte den Absolventen einer Bauhandwerkerlehre eine Ausbildung zum Bautechniker. Die Schule begann den Schulbetrieb mit einer Klasse im Winterunterricht. Zu den bisher gelehrten Fächern kamen Bauentwurfslehre, Baukonstruktion, Feldmesskunde, Elemente der Maschinenkonstruktion und Physik hinzu. 
Im Jahre 1877 wurde die Schule zweiklassig. Im gleichen Jahr wurde das im Jahre 1877 errichtete Schulgebäude Neckarstraße 3 (49° 52′ 16″ N, 8° 38′ 39″ O) in Betrieb genommen. Ab dem Winter 1890/1891 war die Schule dreiklassig. Seit dem Jahr 1895 wurde ganzjährig unterrichtet, ab dem Sommer 1898 in vier aufeinander aufbauenden Klassen. Im Jahre 1901 wurde eine besondere Tiefbau-Abteilung eingerichtet. Erster hauptamtlicher Schulleiter war ab 1891 Hermann Müller, von 1906 bis 1930 folgte ihm Arthur Wienkoop nach. Schulträger war der Gewerbeverein Darmstadt.
Die Baugewerkschule entwickelte sich von einer Fortbildungsschule für Bauhandwerker zu einer Bautechnikerschule. Die Schule bildete vor allem Fachleute für den kommunalen und staatlichen bautechnischen Dienst aus.
In den 1900er Jahren wurde der Unterricht im Hochbau auf fünf Semester verlängert. Von 1908 bis 1910 wurde ein Schulneubau nach Plänen von Arthur Wienkoop errichtet. 
Im Januar 1927 erfolgte eine Umbenennung in Hessische Höhere Landesbauschule. 1932 wurde die aufgelöste Offenbacher Bauschule in die Darmstädter Schule integriert. Im Jahr 1933 erfolgte die Umbenennung in Staatsbauschule.

### Staatsbauschule in Mainz
1936 wurde die Darmstädter Staatsbauschule mit der Staatsbauschule Bingen und der Bauabteilung des Polytechnikums in Friedberg vereinigt und samt Personal nach Mainz verlegt. Gleichzeitig wurde die Schule in Adolf-Hitler-Bauschule umbenannt. Im September 1944 wurde das Schulgebäude in Darmstadt bei einem Luftangriff schwer beschädigt, im Februar 1945 wurde die Adolf-Hitler-Bauschule in Mainz bei einem Luftangriff zerstört. Damit endete der Unterricht in Mainz.

### Neubeginn 1946
Im Mai 1946 begann der Wiederaufbau der Darmstädter Staatsbauschule in der Rundeturmschule und anderen Ausweichquartieren in Darmstadt. Danach wurde in dem provisorisch wieder hergestellten Gebäude der Handelsschule an der Riedeselstraße und einem Neubau an der Neckarstraße unterrichtet. Die inzwischen zur Staatlichen Ingenieurschule aufgewertete Schule bezog im April 1962 einen Neubau im Ingenieurzentrum an der Schöfferstraße.
Im August 1971 wurde die Ingenieurschule als Fachbereiche Architektur und Bauingenieurwesen in die Fachhochschule Darmstadt (seit 2006 Hochschule Darmstadt) integriert, die das 1959 bis 1962 errichtete und heute unter Denkmalschutz stehende Architekturgebäude der ehemaligen Ingenieurschule weiternutzt.